# فقط آن را بخواهید
فقط آن را بخواهید (به تلگو: Aa Okkati Adakku) یا آن یک چیز را نپرس (به انگلیسی: Don't Ask For That One Thing) فیلمی هندی محصول سال ۱۹۹۲ و به کارگردانی ای.وی.وی. ساتیانارانا است. در این فیلم بازیگرانی همچون راجندرا پراساد و رمبها ایفای نقش کرده‌اند.